# Joaquín Ruiz Lorente
Joaquín Ruiz Lorente (Zaragoza, Aragón, España, 14 de abril de 1966) es un exjugador y entrenador de baloncesto español, que actualmente está sin equipo. Como jugador, estuvo durante 18 temporadas en la máxima competición española. Con 1299 asistencias, con un promedio de 2,87 por partido, se encuentra entre los 20 mayores asistentes  de la historia de la Liga ACB. (a fecha de mayo de 2016).

## Trayectoria deportiva

### Jugador
Formado en la cantera del CB Zaragoza, comenzó su andadura como profesional a la sombra de otros bases más experimentados como José Luis Llorente o Pepe Arcega. Así fue hasta que decidió dejar su equipo de toda la vida para asumir más responsablilidades, jugando primero en el Unicaja-Mayoral Málaga y posteriormente en el Pamesa Valencia, Somontano Huesca, CB Gran Canaria, Cantabria Lobos y Leche Río Breogán. Jugó un total de 453 partidos en la máxima categoría del baloncesto español.

### Entrenador
Como entrenador, ha trabajado en la Federación Española de Baloncesto, y en el Basket Zaragoza 2002, como entrenador asistente de José Luis Abós durante cuatro temporadas, asumiendo el rol de entrenador principal tras la grave enfermedad de Abós, teniendo a su lado como asistente a otro exjugador histórico, Pep Cargol.
En noviembre de 2015, el Basket Zaragoza 2002 lo destituye como técnico del primer equipo. La decisión llega tras el pésimo arranque de Liga Endesa (una victoria y cinco derrotas) del conjunto rojillo, y la mala imagen frente al Charleroi, colista de su grupo en Eurocup.
En abril de 2016, se produce la llegada del maño a Panamá como nuevo seleccionador del país centroamericano. El ex del CAI Zaragoza debutó en el Centrobasket, donde su equipo fue el anfitrión de un torneo que sirvió para buscar el pase al nuevo sistema de clasificación a los Mundiales.
En septiembre de 2016 es nombrado técnico asistente en el equipo Liaoning Flying Leopards de China donde alcanza los play-offs hasta cuartos de final.
En septiembre de 2017 logra la medalla de oro en los Juegos olímpicos de Tianjin .
En abril de 2018 gana la liga china junto al Liaoning Flying Leopards frente al Zhejiang Guangsha Lions con un 4-0, convirtiéndose el club por primera vez en campeón de la CBA china.
En febrero de 2020 renuncia a su puesto debido a la evolución del COVID-19 en China.

## Clubes como jugador
- 1983-86   ACB. CB Zaragoza.
- 1986-87   Primera B. Coronas Las Palmas.
- 1987-91   ACB. CB Zaragoza.
- 1991-93   ACB. Unicaja-Mayoral Málaga.
- 1993-94   ACB. Pamesa Valencia.
- 1994-95   ACB. Somontano Huesca.
- 1995-97   ACB. CB Gran Canaria.
- 1997-01   ACB. Cantabria Lobos.
- 2001-02   ACB. Leche Río Breogán.

## Clubes como entrenador
- 2006-14   LEB Oro-ACB. Basket Zaragoza 2002 (segundo entrenador).
- 2014-15   ACB. Basket Zaragoza 2002.
- 2016-17 Selección de baloncesto de Panamá.
- 2016-20 Liaoning Flying Leopards.

## Palmarés
- 1983-84 y 1989-90 Copa del Rey de baloncesto. CB Zaragoza. Campeón.
- 1990-91 Recopa de Europa. CB Zaragoza. Subcampeón.